# Josef Marketz

Bischofswappen von Josef Marketz

Josef Marketz (* 30. Juli 1955 in St. Philippen ob Sonnegg/Št. Lipš, Sittersdorf) ist ein österreichischer römisch-katholischer Geistlicher und Bischof von Gurk-Klagenfurt.

## Leben
Josef Marketz maturierte in Tanzenberg und studierte anschließend Philosophie und Theologie in Salzburg und Ljubljana. Er empfing am 1. März 1980 die Diakonenweihe für die Diözese Gurk-Klagenfurt und wirkte anschließend ein Jahr in Ecuador. Am 29. Juni 1982 empfing er das Sakrament der Priesterweihe.
Von 1985 bis 1988 war er in der Jugendseelsorge für das zweisprachige Gebiet tätig; von 1986 bis 1989 war er Pfarrprovisor in St. Jakob im Rosental. Nach einem Studienaufenthalt wurde er 1992 an der Universität Wien zum Dr. theol. promoviert; sein Doktorvater war Paul Zulehner. Anschließend leitete er bis 2007 die Slowenische Abteilung des Kärntner Seelsorgeamts. Gleichzeitig war er ab 1994 Pfarrer in Radsberg. 2004 wurde er zum Päpstlichen Ehrenkaplan ernannt. 2006/2007 war er Provisor der Pfarren Ferlach, Unterloibl und Glainach. Nach Studienaufenthalten in Jerusalem und Rom war er ab Herbst 2008 wieder Leiter der Slowenischen Abteilung des Kärntner Seelsorgeamtes, im Jahr 2009 wurde er Direktor des Seelsorgeamts der Diözese und Bischofsvikar Seelsorge, Mission und Evangelisierung. 2014 wurde er zum Direktor des Kärntner Caritasverbands und zum Bischofsvikar auch für die Caritas und für soziale Dienste ernannt.
Am 3. Dezember 2019 ernannte ihn Papst Franziskus zum 66. Bischof von Gurk-Klagenfurt. Die Bischofsweihe durch Franz Lackner, Metropolit der Salzburger Kirchenprovinz, fand am 2. Februar 2020 im Dom zu Klagenfurt statt. Mitkonsekratoren waren der Militärbischof von Österreich, Werner Freistetter, der die Diözese Gurk-Klagenfurt während der Sedisvakanz als Apostolischer Administrator verwaltet hatte, sowie der Erzbischof des benachbarten Erzbistums Maribor, Alojzij Cvikl SJ.
In der Österreichischen Bischofskonferenz leitet Bischof Marketz die Referate Soziales (Katholische Sozialakademie Österreichs; Kommission Iustitia et Pax) sowie Pastoral, Katechese und Evangelisierung.

## Positionen (Auswahl)
Im Februar 2020 befürwortete Marketz die Freiwilligkeit des Zölibates für römisch-katholische Priester. Im August 2020 sprach er sich für die Weihe von Diakoninnen in der römisch-katholischen Kirche und die Einbeziehung von Frauen in die Gemeindeleitung aus. Im März 2021 befürwortete Marketz die Segnung gleichgeschlechtlicher Paare.